# 火線救援
《火線救援》（英語：Man on Fire）是一部2004年美國、英國、瑞士和墨西哥合拍的動作驚悚片，改編自A·J·昆奈爾於1980年出版的同名小說和1987年同名電影的翻拍。本片為東尼·史考特執導，布萊恩·海格蘭編劇。由丹佐·華盛頓、達科塔·芬妮、克里斯多夫·華肯、蕾達·蜜雪兒、吉安卡羅·吉安尼尼、馬克·安東尼、米基·洛克和瑞雪·蒂寇汀主演。故事敘述一名曾為中情局工作的美國海軍陸戰隊武裝偵察部隊退伍軍人約翰·克里西，負責保護一名富翁的女兒珮塔·雷默，但珮塔卻遭綁架集團綁走。
本電影後被印度導演Apoorva Lakhia改編成2005年電影《陌生人》(Ek Ajnabee)，并且由著名男星阿米塔布·巴强主演。。
真實故事

## 劇情
一個曾經迷失自我而企圖自殺但是卻失敗的前中情局探員約翰·克里西（丹佐·華盛頓飾演）勉為其難接下好友雷朋（克里斯多夫·華肯飾演）為他在墨西哥找的工作，當一名家境富裕的9歲女孩珮塔·雷默（達科塔·芬妮飾演）的貼身保鏢，起初約翰對於早熟的珮塔毫無耐心，但珮塔的純真漸漸攻破克里西的心防，讓他重新振作。
而正當克里西好不容易改變面對人生的態度，珮塔卻遭到綁匪綁架，而克里西奮力保護她而因此身受重傷，康復後的克里西誓言要為珮塔討回公道並且將她救出，他要展開一連串的報復行動，不僅綁匪，只要任何一個從中得利或者姑息縱容綁票案發生的人，都必須付出代價！
此片反應出了墨西哥地區綁票事件的頻繁。

## 演員
- 丹佐·華盛頓 飾 John W. Creasy
- 達科塔·芬妮 飾 Guadalupe "Lupita" Martin Ramos／Pita
- 馬克·安東尼 飾 Samuel Ramos
- 克里斯多夫·華肯 飾 Paul Rayburn
- 蕾達·蜜雪兒 飾 Lisa
- 吉安卡羅·吉安尼尼（義大利語：Giancarlo Giannini） 飾 Miguel Manzano
- 傑斯·奧喬亞（西班牙语：Jesús Ochoa） 飾 Victor Fuentes
- 瑞雪·蒂寇汀（英语：Rachel Ticotin） 飾 Mariana Garcia Guerrero
- 米基·洛克 飾 Jordan Kalfus
- 安潔莉納·普萊茲（西班牙语：Angelina Peláez） 飾 Sister Anna

## 發行

### 評價
爛番茄基於161位專業影評人持有39％的新鮮度，平均得分5.2／10；該網站共識：「《火線救援》起初不錯，但後半段卻充斥著暴力」。Metacritic根據36條評論，得分47（滿分100），評價褒貶不一。

### 票房
於美國2004年8月21日在2980間影院開出了2275萬1490美元的票房，平均每間影院7634美元而名列當週第一。最後，北美票房共5238萬1940美元，全球票房總計1億3029萬3714美元。

## 外部連結
- 互联网电影数据库（IMDb）上《火線救援》的资料（英文）
- TCM电影资料库上《火線救援》的资料（英文）
- 爛番茄上《火線救援》的資料（英文）
- Box Office Mojo上《火線救援》的資料（英文）
- Metacritic上《火線救援》的資料（英文）
- AllMovie上《火線救援》的资料（英文）
- Yahoo奇摩電影上《火線救援》的資料（繁體中文）
- 開眼電影網上《火線救援》的資料（繁體中文）
- 时光网上《火線救援》的資料（简体中文）
- 豆瓣电影上《火線救援》的資料 （简体中文）